# Mette Marie Astrup

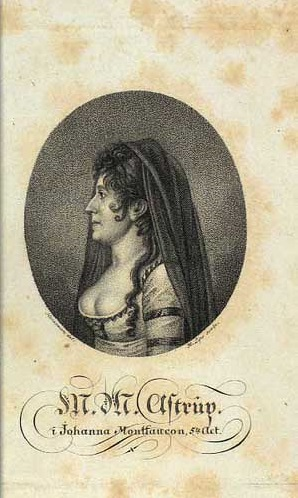
Mette Marie Astrup

Mette Marie Astrup, född 25 april 1760, död 16 februari 1834, var en dansk skådespelare. Hon tillhörde de mer kända bland sin tids skådespelare i Danmark och hade en femtio år lång karriär på Det Kongelige Teater i Köpenhamn.

## Biografi
Astrup var dotter till Sven Andersen Astrup, som var vaktmästare vid teatern 1748-92, och fick från vintersäsongen 1772 börja uppträda på teatern, som ständigt hade brist på kvinnliga skådespelare, och var fast anställd från 1773. 
Hon betraktas som arvtagare till teaterns primadonna Lisbeth Cathrine Amalie Rose, i vars fotspår hon följde; hon spelade först romantiska hjältinnor, viljestarka tragiker och sedan ömma mödrar, och var även flitig elev till Fredrik Schwarz. Hon beskrivs som värdig, ståtlig och med en stark känsla för kostymeringen. Åren 1777-1779 var hon medlem i  Det dramatiske Sellskap, innan det upplöstes 1779. 
Hon spelade Leonore i Den Stundenlöse (1773), Else Skolemesters i Barselstuen (1778), Lady Macbeth (1817). Hon förblev ogift men tros ha haft ett förhållande med Adam Wilhelm Hauch, direktör 1794-98 och 1801-11, som antas vara far till hennes son. Då den nya spelstilen infördes på teatern 1808 började hennes spelstil bli omodern. 
Hon levde hela sitt liv i portvaktsbostaden på teatern; detta yrke gick efter faderns död i arv till henne mor Dorthe och sedan till den äldre systern Sophie, medan systern Anne Marie var påklädare. Hon gjorde sin avskedsföreställning 1823.